# Heworth Without
Heworth Without est une paroisse civile du Yorkshire du Nord, en Angleterre. Il s'agit d'une banlieue de la ville d'York, située à quelques kilomètres au nord-est du centre-ville. Administrativement, il relève de l'autorité unitaire de la Cité d'York. Au recensement de 2011, il comptait 2 191 habitants.
Jusqu'en 1996, Heworth Without relevait du district du Ryedale. La deuxième partie du nom, Without (« à l'extérieur de »), traduit le fait que la paroisse civile n'inclut pas la partie de Heworth incluse dans les anciennes limites de la ville d'York.